# Kulmbach (stad)
Kulmbach is een gemeente in de Duitse deelstaat Beieren. Het is de Kreisstadt van het Landkreis Kulmbach. De stad telt 25.781 inwoners en ligt aan de Witte Main, even ten oosten van Kasteel Steinenhausen, de plaats waar de Rode Main en de Witte Main gezamenlijk de rivier de Main vormen.
De stad ligt 20 km ten noordwesten van Bayreuth.

## Infrastructuur
Belangrijke verkeerswegen in en nabij de stad zijn:
- Bundesstraße 85 ongeveer in noord-zuid-richting, Kronach- Bayreuth
- Bundesstraße 289 in west-oost-richting
- Autobahn A70: afrit 24 sluit 8 km ten zuiden van de stad op de B85 aan.

De stad heeft een spoorwegstation, dat direct ten noorden van het stadscentrum ligt. De stoptreinen op de spoorlijn Bamberg - Hof stoppen er ieder uur.

## Gemeente-indeling
https://www.map-one.eu/Kulmbach/ Stadsplattegrond, download via website gemeente
De stad Kulmbach bestaat officieel uit 76 Gemeindeteile, stadsdelen:
- de hoofdplaats Kulmbach-stad
- de 7 parochiedorpen  Blaich (N), Burghaig(NW), Kirchleus, Lehenthal, Mangersreuth (Z), Melkendorf (ZW) en Ziegelhütten
- de 23 dorpen  Aichig (NO), Baumgarten, Donnersreuth, Forstlahm (ZO), Frankenberg, Gößmannsreuth, Grafendobrach, Höferänger, Katschenreuth (ZW van Melkendorf), Kauernburg, Leuchau, Lösau, Niederndobrach, Oberdornlach, Oberpurbach, Oberzettlitz, Seidenhof, Unterdornlach, Unterpurbach, Unterzettlitz, Weiher, Wickenreuth en Windischenhaig (Z)
- de nederzetting (Siedlung) Herlas
- de 20 gehuchten  Altenreuth, Dörnhof, Eggenreuth, Esbach, Gelbe Weiden, Hitzmain, Höfstätten, Kessel, Lindig, Metzdorf, Oberauhof, Oberkodach, Petzmannsberg, Pörbitsch, Priemershof, Ramscheid, Rosengrund, Rother Hügel, Unterkodach en Weinbrücke
- de 22 Einöden[2] Affalterhof, Ameisloch, Bärnhof, Biegersgut, Einsiedel, Frischenmühle, Gemlenz, Grünbaum, Grundhaus, Holzmühle, Neufang, Oberndorf, Plosenberg, Rothenhügl, Sackenreuth, Schwarzholz, Steinhaus, Tiefenbach, Venetianischer Stadel, Wadel, Wehrhaus en Welzmühle
- de twee kastelen Burg Plassenburg (O) en Schloss Steinenhausen.

Van enkele wat grotere dorpen in de gemeente is de ligging  (windrichting) t.o.v. het stadscentrum aangegeven.

## Economie, hoger onderwijs

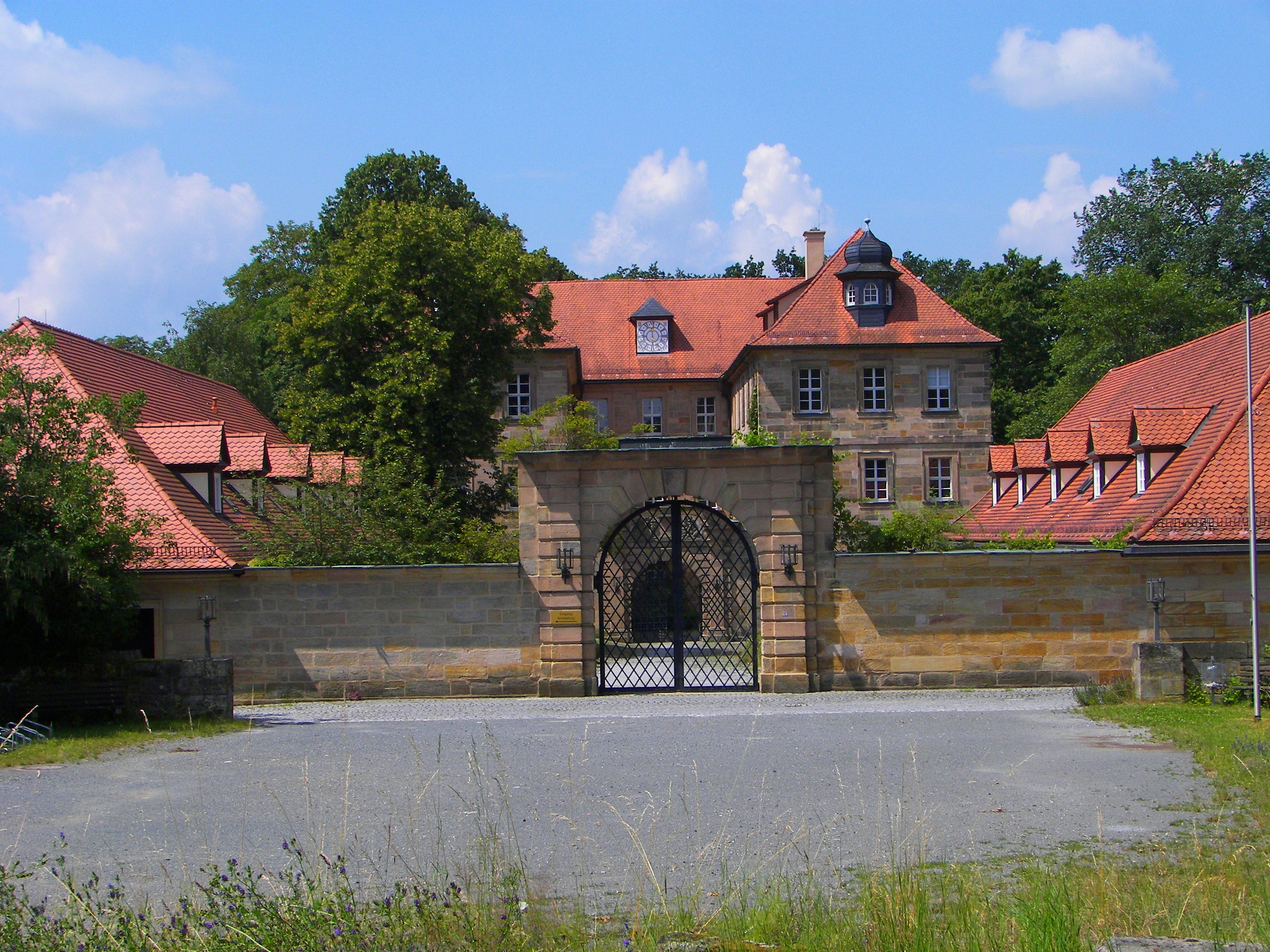
Kasteel Steinenhausen

Eén van de studierichtingen van de Universiteit van Bayreuth, de faculteit informatica, is grotendeels te Kulmbach gehuisvest. Dit heeft geleid tot de vestiging in de stad van enkele moderne, innovatieve IT-ondernemingen.
Binnen de dienstensector verdient Kasteel Steinenhausen, direct ten westen van Melkendorf, vermelding. Het huisvest een gedeelte van het Ministerie voor Milieu van de deelstaat Beieren. Het kasteel kan niet bezichtigd worden.

## Geschiedenis
Zie o.a. : Vorstendom Bayreuth. Dit vorstendom werd in de middeleeuwen vanuit de Plassenburg te Kulmbach bestuurd.

## Bezienswaardigheden

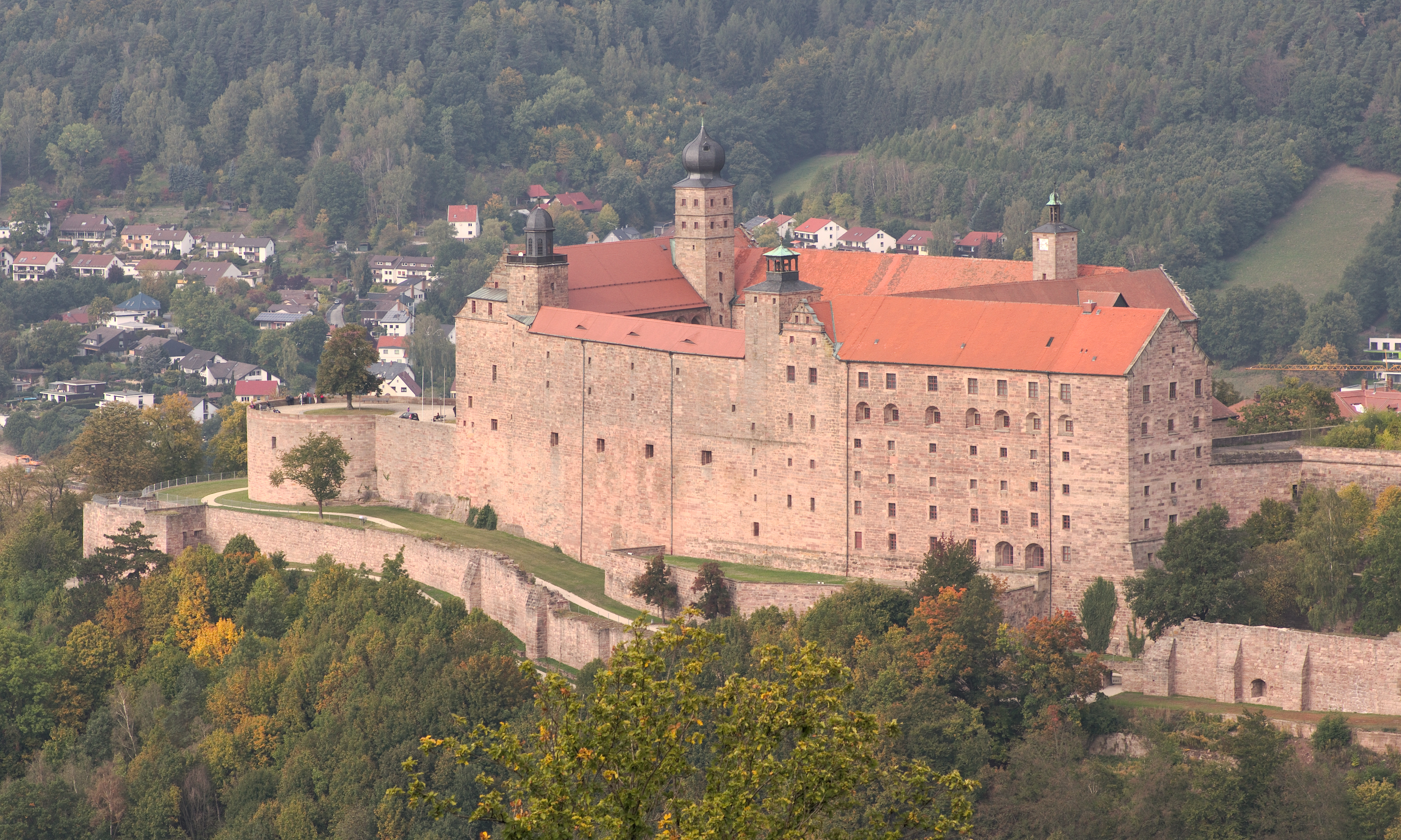
Kasteel Plassenburg

De stad is bekend om haar bierbrouwerij, haar braadworst en haar tinfigurenmuseum.  Dit is, samen met nog enkele kleine musea, ondergebracht in de Plassenburg, een uit 1135 daterende burcht die, direct ten oosten van het centrum, hoog boven het stadje uitrijst.

## Bekende personen uit Kulmbach
De componist van de eerste bewaarde Duitse opera, Sigmund Theophil (Gottlieb) Staden werd in 1607 in Kulmbach geboren.
Grafengehaig ·
Guttenberg ·
Harsdorf ·
Himmelkron ·
Kasendorf ·
Ködnitz ·
Kulmbach ·
Kupferberg ·
Ludwigschorgast ·
Mainleus ·
Marktleugast ·
Marktschorgast ·
Neudrossenfeld ·
Neuenmarkt ·
Presseck ·
Rugendorf ·
Stadtsteinach ·
Thurnau ·
Trebgast ·
Untersteinach ·
Wirsberg ·
Wonsees